# Alexandra Jiménez
Alexandra Jiménez Arrechea (Saragozza, 4 gennaio 1980) è un'attrice spagnola.

## Filmografia parziale

### Cinema
- Ghost Academy (Promoción fantasma), regia di Javier Ruiz Caldera (2012)
- Le streghe son tornate (Las brujas de Zugarramurdi), regia di Álex de la Iglesia (2013)
- Anacleto: agente segreto (Anacleto: Agente secreto), regia di Javier Ruiz Caldera (2015)
- Kiki & i segreti del sesso (Kiki, el amor se hace), regia di Paco León (2016)
- Embarazados (2016)
- Toc Toc, regia di Vicente Villanueva (2017)
- Superlópez, regia di Javier Ruiz Caldera (2018)

### Televisione
- Caccia al ladro (Atrapa a un ladron) – serie TV (2019)
- Escándalo - Storia di un'ossessione (Escándalo: Relato de una obsesión) – serie TV (2023)

## Riconoscimenti
- Premio Unión de Actores y Actrices
  - 2005 – Candidatura come miglior attrice televisiva per Los Serrano[1]
  - 2010 – Candidatura come miglior televisiva per La pecera de Eva
  - 2015 – Candidatura come migliore attrice in un cast cinematografico per Requisitos para ser una persona normal
  - 2017 – Candidatura come miglior televisiva per La zona
- 2015 – Biznaga d'argento al Festival di Malaga
- 2017 – Premio Feroz
  - Candidatura come miglior attrice protagonista di una serie per La zona
- 2016 – Premio Gaudí
  - Migliore attrice non protagonista per 100 metros[2]

## Doppiatrici italiane
- Patrizia Mottola in Ghost Academy
- Barbara Villa in Le streghe son tornate
- Tiziana Avarista in Kiki & i segreti del sesso
- Giò Giò Rapattoni in Toc Toc
- Francesca Manicone in Caccia al ladro
- Myriam Catania in Escándalo - Storia di un'ossessione